# 4304 Geichenko
A 4304 Geichenko (ideiglenes jelöléssel 1973 SW4) a Naprendszer kisbolygóövében található aszteroida. Ljudmila Ivanovna Csernih fedezte fel 1973. szeptember 27-én.